# Saint-Pardoux-Isaac
Saint-Pardoux-Isaac – miejscowość i gmina we Francji, w regionie Nowa Akwitania, w departamencie Lot i Garonna.
Według danych na rok 1990 gminę zamieszkiwało 1348 osób, a gęstość zaludnienia wynosiła 186 osób/km² (wśród 2290 gmin Akwitanii Saint-Pardoux-Isaac plasuje się na 315. miejscu pod względem liczby ludności, natomiast pod względem powierzchni na miejscu 1263.).